# Верхня Амга
Верхня Амга (рос. Верхняя Амга) — село Алданського улусу, Республіки Саха Росії. Входить до складу міського поселення Алдан.
Населення — 27 осіб (2015 рік).
Село засноване 1938 року.

## Географія
Село розташоване на правому березі річки Амга в 181 км на північний схід від районного центру, Алдана, й у 104 км від міста Томмот.

## Галерея

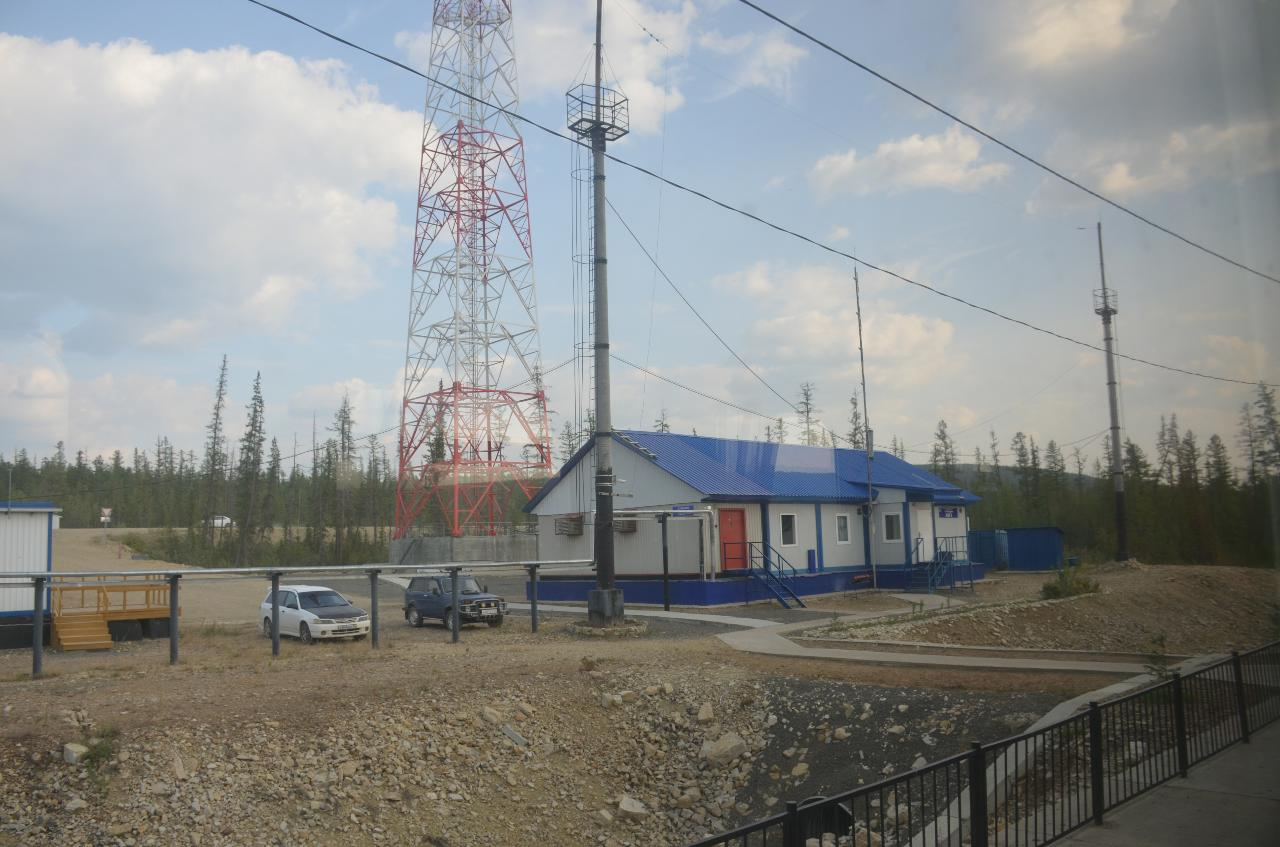
Залізнична станція
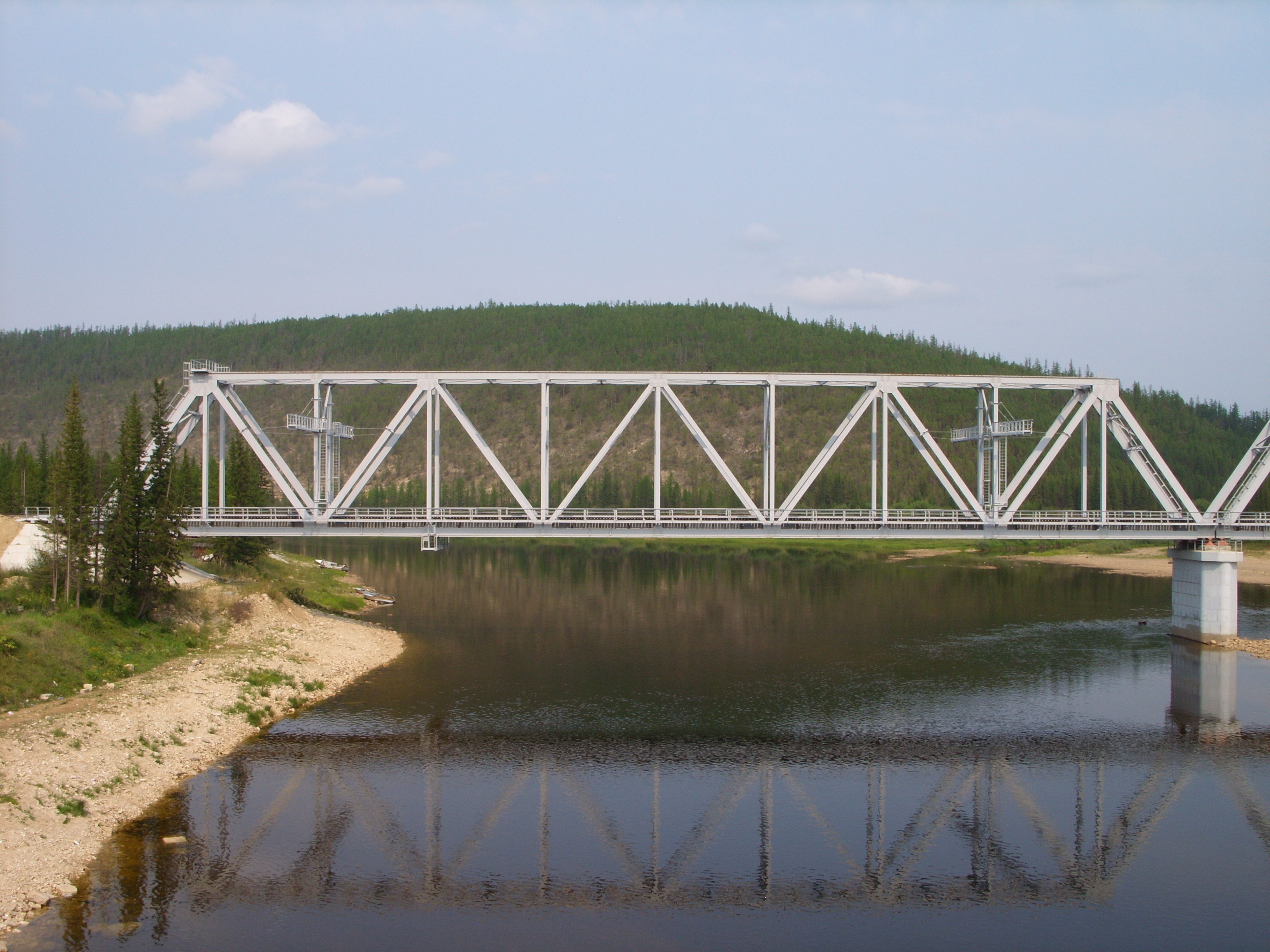
Залізничний міст через річку Амга
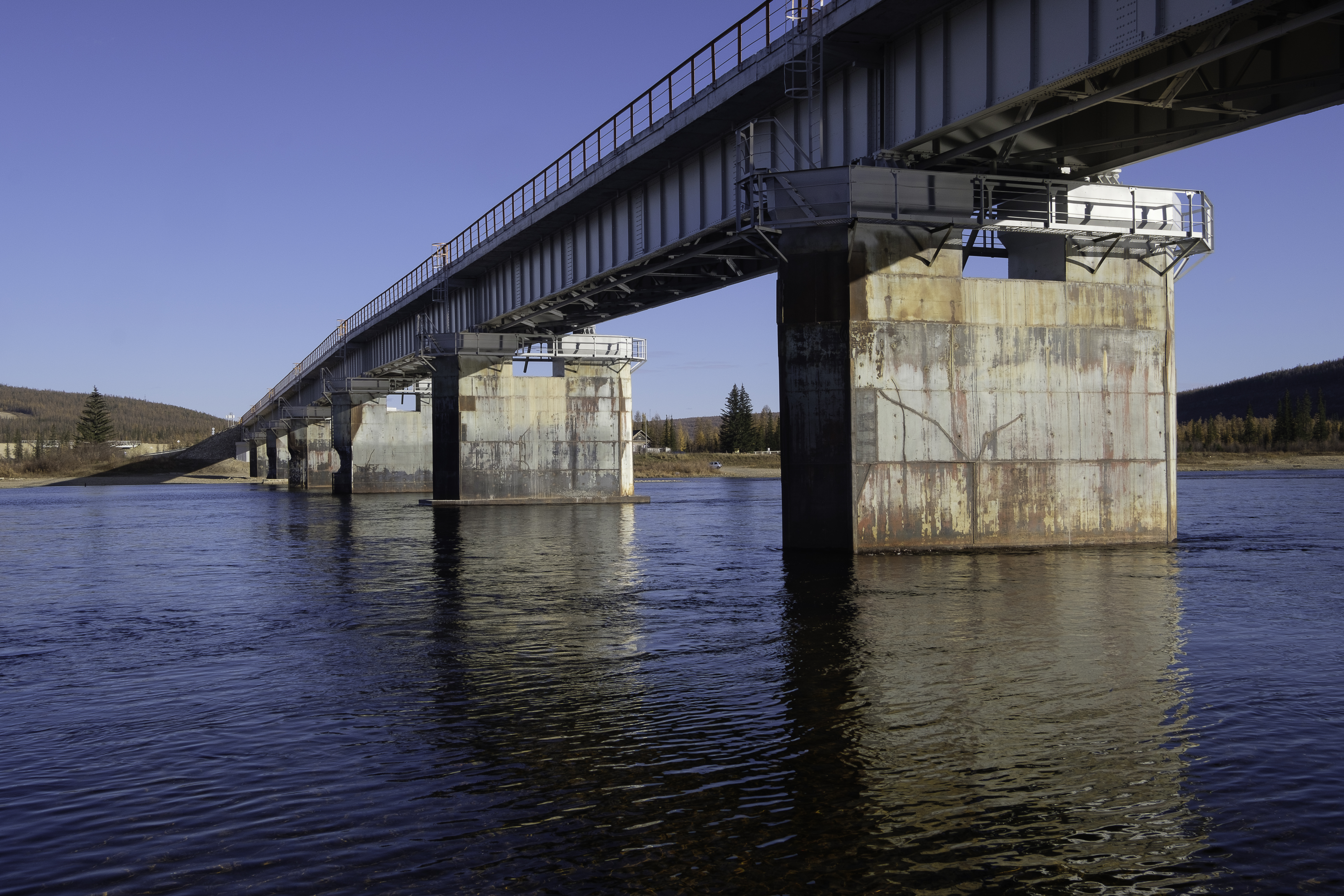
Автомобілний міст через річку Амга